# Cycloneura flava
Cycloneura flava är en tvåvingeart som beskrevs av Marshall 1896. Cycloneura flava ingår i släktet Cycloneura och familjen svampmyggor. Inga underarter finns listade i Catalogue of Life.